# 沃勒沃勒
沃勒沃勒（Welwel或Walwal）是埃塞俄比亞東部歐加登地區的小鎮，座標7°3′N 45°24′E / 7.050°N 45.400°E，海拔570米。埃塞俄比亞中央統計局資料中沒有對2005年瓦爾瓦爾人口的估計。
1935年意大利王國和阿比西尼亞帝國在這個埃塞俄比亞的綠洲瓦爾瓦爾發生衝突，後來墨索里尼以此作為入侵的藉口，導致第二次意大利埃塞俄比亞戰爭爆發。